# Le Vautour timide
Pour plus de détails, voir Fiche technique et Distribution.
Le Vautour timide (titre original : The Bashful Buzzard) est un court métrage d'animation américain de la série Looney Tunes, réalisé par Bob Clampett et produit par la Warner Bros. Cartoons, sorti en 1945. Il met en scène Beaky Buzzard. 

## Fiche technique
- Titre : Le Vautour timide
- Titre original : The Bashful Buzzard
- Réalisation : Bob Clampett
- Scénario : Michael Sasanoff
- Montage : Treg Brown
- Musique : Carl W. Stalling
- Orchestrateur : Milt Franklyn
- Son : Treg Brown
- Producteur : Edward Selzer
- Directeur de production : John W. Burton
- Sociétés de production : Warner Bros. Cartoons
- Sociétés de distribution : Warner Bros
- Pays d'origine :  États-Unis
- Format : Couleur (Technicolor) — 35 mm — 1,37:1 — Son : Mono
- Genre : Film d'animation, Comédie
- Durée : 7 minutes
- Dates de sortie :
  -  États-Unis :  25 août 1945

## Distribution
- Sara Berner :	Mamma Buzzard (voix) (non créditée)
- Mel Blanc :	le fermier / l'amoureux en buggy / un vieux coq / Dragonh (voix) (non crédité)
- Kent Rogers :	Buse à bec (voix) (non crédité)